# Dominik Záleský
Dominik Záleský (né le 23 août 1995) est un athlète tchèque, spécialiste du sprint.

## Carrière
Il détient le record national du relais 4 x 100 m en 38 s 62.

## Palmarès
| Date | Compétition | Lieu   | Résultat | Epreuve   | Temps   |
| ---- | ----------- | ------ | -------- | --------- | ------- |
| 2019 | Universiade | Naples | 6e       | 100 m     | 10 s 42 |
| 2019 | Universiade | Naples | 6e       | 4 x 100 m | 40 s 54 |

## Records
| Épreuve | Épreuve   | Temps   | Lieu             | Date                    |
| ------- | --------- | ------- | ---------------- | ----------------------- |
| 60 m    | En salle  | 6 s 61  | Prague           | 9 janvier 2018          |
| 100 m   | Plein air | 10 s 29 | Prague Castellón | 19 mai 2018 25 mai 2019 |